# Kabinett Dionne I

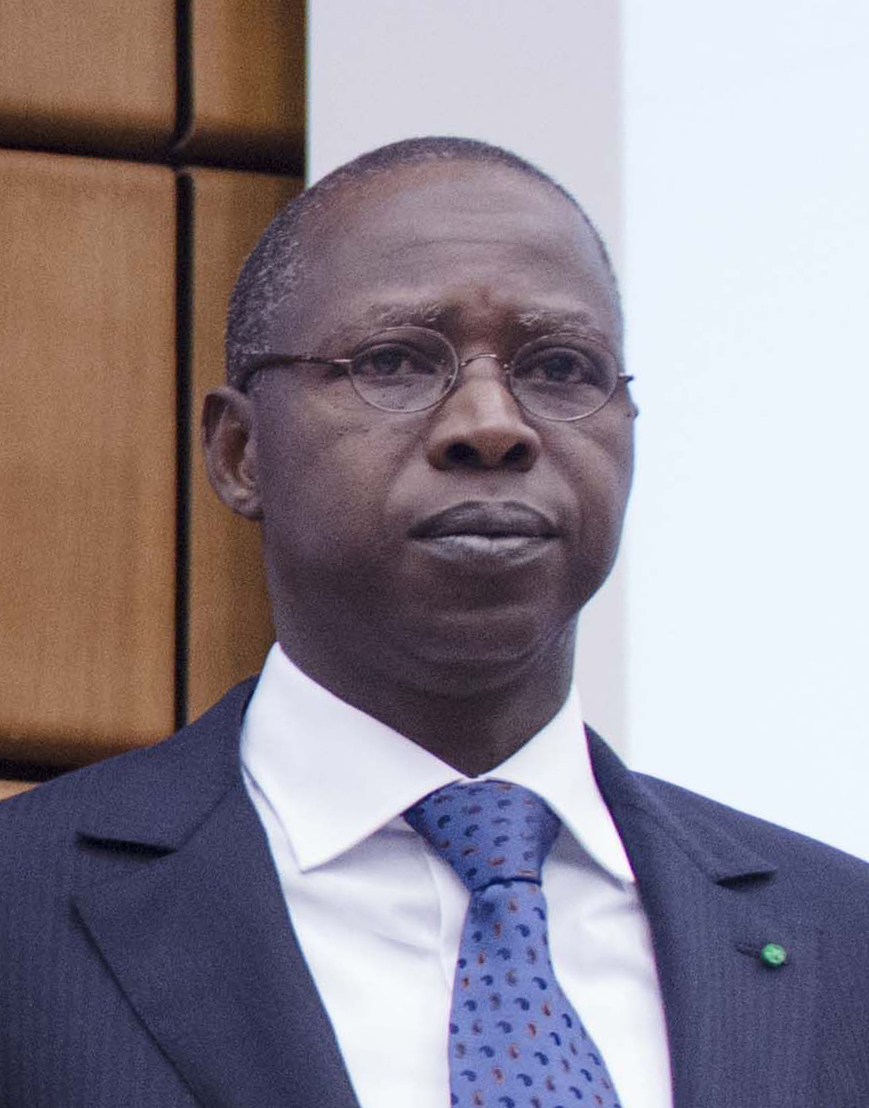
Premierminister Mahammed Dionne

Das Kabinett Dionne I wurde am 6. Juli 2014 als Regierung Senegals gebildet. Es folgte dem Kabinett Touré nach, das ab 2. September 2013 amtierte. Abgelöst wurde es am 7. September 2017 von dem Kabinett Dionne II.
Nach der Wahlniederlage der Regierungspartei APR-Yaakaar bei der Kommunalwahl in Dakar entließ Präsident Macky Sall am 4. Juli 2014 Aminata Touré als Regierungschefin und mit ihr verfassungsgemäß das gesamte Kabinett. Am 6. Juli 2014 ernannte er Mahammed Dionne zum neuen Premierminister. Die Zusammensetzung des neuen Kabinetts wurde noch am gleichen Tag bekanntgegeben.

## Zusammensetzung
Nach dem Stand vom 6. Juli 2014 gehörten der Regierung 26 Minister und 7 Ministerinnen an, die für folgende Ressorts zuständig waren:
1. Awa Marie Coll Seck, Ministre de la Santé et de l’Action sociale
2. Augustin Tine, Ministre des Forces Armées
3. Abdoulaye Daouda Diallo, Ministre de l’Intérieur et de la Sécurité publique
4. Sidiki Kaba, Garde des Sceaux, Ministre de la Justice
5. Mankeur Ndiaye, Ministre des Affaires étrangères et des Sénégalais de l’Extérieur
6. Amadou Ba, Ministre de l’Economie, des Finances et du plan
7. Papa Abdoulaye Seck, Ministre de l’Agriculture et de l’Equipement rural
8. Mariama Sarr, Ministre de la Femme, de la Famille et de l’Enfance
9. Diène Farba Sarr, Ministre du Renouveau urbain, de L’habitat et du Cadre de Vie
10. Oumar Youm, Ministre de la Gouvernance Locale, du Développement et de l’Aménagement du Territoire, porte Parole du Gouvernement
11. Mansour Faye, Ministre de l’Hydraulique et de l’Assainissement
12. Aly Ngouille Ndiaye, Ministre de l’Industrie et des Mines
13. Mansour Elimane Kane, Ministre des Infrastructures, des Transports terrestres et du Désenclavement
14. Abdoulaye Balde, Ministre de l’Environnement et du Développement durable
15. Mary Teuw Niane, Ministre de l’Enseignement supérieur et de la Recherche
16. Serigne Mbaye Thiam, Ministre de l’Education Nationale
17. Alioune Sarr, Ministre du Commerce, du Secteur informel, de la Consommation, de la Promotion des Produits locaux et des PME
18. Oumar Gueye, Ministre de la Pêche et de l’Economie Maritime
19. Yaya Abdoul Kane, Ministre des Postes et des Télécommunications
20. Aminata Mbengue Ndiaye, Ministre de l’Elevage et des Productions Animales
21. Abdoulaye Diouf Sarr, Ministre du Tourisme et des Transports Aériens
22. Khoudia Mbaye, Ministre de la Promotion des Investissements, des Partenariats et du Développement des Téléservices de l’Etat
23. Mbagnick Ndiaye, Ministre de la Culture et de la Communication
24. Mansour Sy, Ministre du Travail, du Dialogue social, des Organisations professionnelles et des Relations avec les Institutions
25. Maimouna Ndoye Seck, Ministre de l’Energie et du Développement des Energies Renouvelables
26. Mamadou Talla, Ministre de la Formation professionnelle, de l‘Apprentissage et de l‘Artisanat
27. Mame Mbaye Niang, Ministre de la Jeunesse, de l’Emploi et de la Construction Citoyenne
28. Matar Ba, Ministre des Sports
29. Viviane Laure Elisabeth Bampassy, Ministre de la Fonction Publique, de la Rationalisation des Effectifs et du Renouveau du Service Public
30. Khadim Diop, Ministre de l‘Intégration Africaine, du NEPAD et de la Promotion de la Bonne Gouvernance
31. Birima Mangara, Ministre Délégué auprès du Ministre de l’Economie, des Finances et du Plan, Chargé du Budget
32. Moustapha Diop, Ministre Délégué auprès du Ministre de la Femme, de la Famille et de l’Enfance, Chargé de la Micro-Finance et de l’Economie Solidaire
33. Fatou Tambedou, Ministre délégué auprès du Ministre du Renouveau Urbain, de l’Habitat et du Cadre de Vie, chargé de la Restructuration et de la Requalification des Banlieues